# Robin Roberts (presentadora de televisión)
Robin René Roberts (Tuskegee, Alabama; 23 de noviembre de 1960) es una presentadora de televisión estadounidense. Roberts es la presentadora de Good Morning America de ABC.
Después de crecer en Misisipi y asistir a la Universidad del Sudeste de Luisiana, Roberts fue presentadora deportiva de estaciones de radio y televisión locales, luego fue comentarista deportiva de ESPN durante 15 años (1990-2005) y se convirtió en copresentadora de Good Morning America en 2005. Roberts fue incluida en el Salón de la Fama del Baloncesto Femenino en 2012. Su tratamiento para el síndrome mielodisplásico se registró en el programa, que ganó un premio Peabody 2012 por la cobertura.

## Primeros años
Aunque nació en Tuskegee, Alabama, Roberts se crio en Pass Christian, Misisipi, donde jugó baloncesto y tenis, entre otros deportes. Asistió a Pass Christian High School y se graduó como la clase de 1979 salutatorian. Es hija de Lucimarian (de soltera Tolliver) y el coronel Lawrence E. Roberts.
En una presentación de 2006 ante el cuerpo estudiantil reunido en la Universidad Cristiana de Abilene, Roberts le dio crédito a sus padres por cultivar las "tres 'D: disciplina, determinación y "De Lord". Es la menor de cuatro hijos, después de los hermanos Sally-Ann, Lawrence, Jr. (apodado Butch) y Dorothy. Su padre era piloto de los aviadores de Tuskegee.

## Educación
Roberts asistió a la Universidad del Sudeste de Luisiana en Hammond, Luisiana, y se graduó cum laude en 1983 con un título en comunicación. Siguió los pasos de su hermana mayor, Sally-Ann Roberts, presentadora de WWL-TV, afiliada de CBS, en Nueva Orleans.
Roberts señaló en la edición del 14 de enero de 2007 de Costas on the Radio que le ofrecieron una beca para jugar baloncesto en la Universidad Estatal de Luisiana, pero pensó que la escuela era demasiado grande e impersonal después de visitar el campus. En su camino de regreso a Pass Christian después de esa visita, vio una señal de tráfico para la Universidad Southeastern Louisiana, se detuvo para visitar y decidió inscribirse. La única beca que le quedaba era una beca de tenis, y le prometieron que habría una beca de periodismo para cuando se graduara. Luego se convirtió en una destacada jugadora en el equipo de baloncesto femenino, terminando su carrera como la tercera máxima anotadora de todos los tiempos de la escuela (1446 puntos) y reboteadora (1034). Roberts es una de las tres Lady Lions en anotar 1000 puntos en su carrera y atrapar 1000 rebotes en su carrera. Durante su temporada sénior, promedió 27,6 puntos por juego, el más alto de su carrera. El 5 de febrero de 2011, Southeastern organizó una ceremonia para retirar la camiseta número 21 de Roberts.

## Carrera de radiodifusión
Roberts comenzó su carrera en 1983 como presentadora de deportes y reportera de WDAM-TV en Hattiesburg, Mississippi. En 1984, se mudó a WLOX-TV en Biloxi, Mississippi. En 1986, fue presentadora de deportes y reportera de WSMV-TV en Nashville, Tennessee. También fue presentadora de deportes y reportera en WAGA-TV en Atlanta, Georgia, de 1988 a 1990. Al igual que fue locutora de radio de la estación de radio V-103 mientras se encontraba en Atlanta.

### ESPN y ABC News

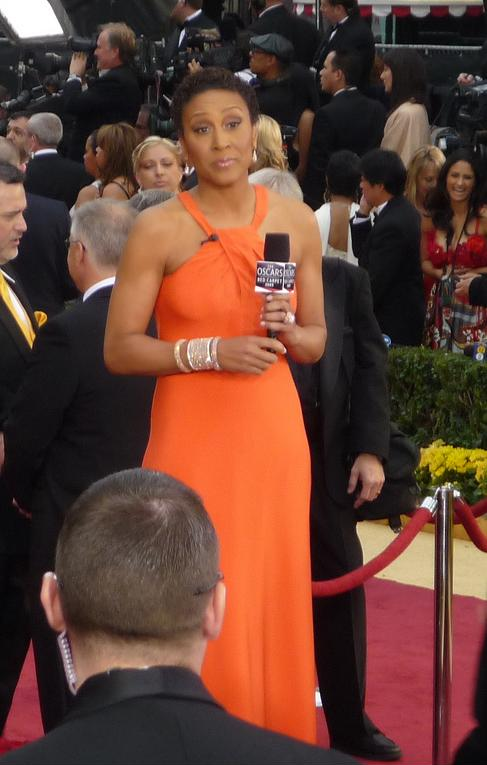
Robin Roberts en la alfombra roja de la 81.ª edición de los Premios de la Academia.

Se unió a ESPN como comentarista deportiva en febrero de 1990, donde permaneció hasta 2005. En SportsCenter, usó el eslogan, "¡Sigue con tu mal yo!". Roberts comenzó a trabajar para ABC News, específicamente como reportera destacada de Good Morning America en junio de 1995. En 2001, Roberts recibió el premio Mel Greenberg Media Award, presentado por la WBCA.
Roberts trabajó tanto en ESPN como en Good Morning America, contribuyendo a ambos programas. Durante ese tiempo, se desempeñó principalmente como presentadora de noticias en GMA. En 2005, Roberts fue ascendido a presentadora en el estudio de Good Morning America. En diciembre de 2009, George Stephanopoulos se unió a Roberts como copresentador de GMA después de que Diane Sawyer se fuera para presentar ABC World News. Bajo su asociación, el equipo de Roberts-Stephanopoulos llevó a Good Morning America a la cima de las calificaciones; el programa se convirtió de nuevo en el programa matutino número uno en abril de 2012, superando al Today de NBC, que había ocupado el primer lugar durante los 16 años anteriores.
En el otoño de 2005, Roberts presentó una serie de emotivos informes de la costa del Golfo de Misisipi después de que fuera devastada por el huracán Katrina; su ciudad natal de Pass Christian fue especialmente afectada, con su antigua escuela secundaria reducida a escombros. El 22 de febrero de 2009, Roberts organizó el espectáculo previo de los Premios Óscar para ABC, y lo hizo de nuevo en 2011. El 30 de mayo de 2010, Roberts condujo el Pace Car para las 500 Millas de Indianápolis de 2010.
Roberts fue incluida en el Salón de la Fama del Baloncesto Femenino como parte de la promoción del Salón de 2012 por sus contribuciones e impacto en el juego del baloncesto femenino a través de su trabajo y juego de transmisión. En 2014, Roberts fue nombrado uno de los Impact 25 de ESPNW.
En 2014, fundó su propia productora, Rock'n Robin Productions.  Ese mismo año, Roberts ganó el premio Walter Cronkite a la excelencia en periodismo. Roberts fue incluido en el Salón de la Fama de la Radiodifusión Deportiva como parte de la promoción de 2016. Ella es la ganadora del premio Lifetime Achievement Award 2018 de Radio Television Digital News Foundation.
El 19 de mayo de 2018, Roberts copresidió la boda del príncipe Harry y Meghan Markle, en la Capilla de San Jorge en Windsor, Reino Unido.

## Vida personal
Roberts es presbiteriana y practicante de la meditación trascendental. En 2007, le diagnosticaron una forma temprana de cáncer de mama, se sometió a una cirugía el 3 de agosto y en enero de 2008 había completado ocho tratamientos de quimioterapia, seguidos de seis semanas y media de tratamiento con radiación.
En 2012, le diagnosticaron síndrome mielodisplásico, una enfermedad de la médula ósea. Be the Match Registry, una organización sin fines de lucro dirigida por el Programa Nacional de Donantes de Médula Ósea, experimentó un aumento del 1.800 por ciento en los donantes el día que Roberts hizo pública su enfermedad. Se despidió de GMA para recibir un trasplante de médula ósea y se fue a casa en octubre de 2012. Regresó a GMA el 20 de febrero de 2013. Roberts recibió un premio Peabody 2012 por el programa. La cita de Peabody la acredita por "permitir que su red documente y cree una campaña de servicio público en torno a su batalla contra las enfermedades raras" e "inspirar a cientos de posibles donantes de médula ósea a registrarse y aumentar la conciencia de la necesidad de incluso más donantes". ESPN otorgó su Premio Arthur Ashe Courage a Roberts en los ESPY de 2013, y la Asociación Nacional de Baloncesto le otorgó el premio Sager Strong en su ceremonia de premiación el 20 de junio de 2019.
Roberts comenzó una relación romántica con la masajista Amber Laign en 2005. Aunque sus amigos y compañeros de trabajo sabían de sus relaciones entre personas del mismo sexo, Roberts reconoció públicamente su orientación sexual por primera vez a fines de diciembre de 2013. En 2015, fue nombrada por Equality Forum como uno de sus 31 Iconos del Mes de la Historia LGBT de 2015.
El 10 de octubre de 2018, Roberts fue seleccionada como mentora para la campaña #DreamBigPrincess de Disney.

## Menciones y honores

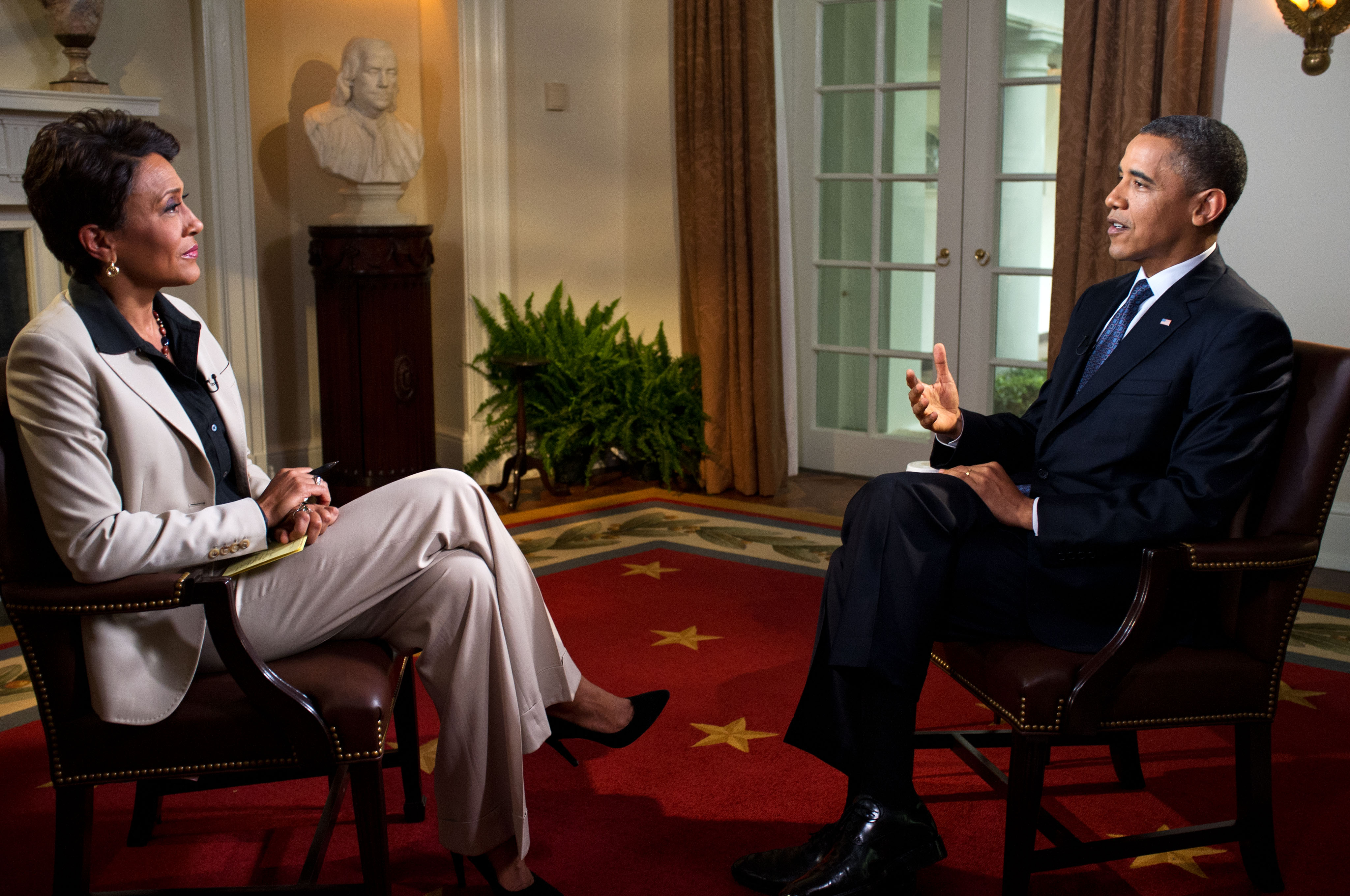
Roberts entrevista al presidente Barack Obama para Good Morning America en la Sala del Gabinete de la Casa Blanca, 9 de mayo de 2012.

En 2010, Roberts actuó como estrella invitada en la serie Hannah Montana de Disney Channel, apareciendo en la temporada 4, episodio 10, "Can You See the Real Me?".
En 2015, Roberts fue nombrada Harlem Globetrotter honorario, la décima persona en recibir este premio. Actuó como cantante de respaldo a capela/exmiembro de Barden Bellas en Pitch Perfect 2.
Para su primer partido de marzo de 2019, las mujeres de la selección nacional de fútbol femenina de Estados Unidos usaron una camiseta con el nombre de una mujer a la que estaban honrando en la espalda, Alyssa Naeher eligió el nombre de Roberts.
Su padre era un Tuskegee Airman, por lo que se convirtió en la productora ejecutiva y voz del documental de una hora: Tuskegee Airmen: Legacy of Courage, que se estrenó en History el 10 de febrero de 2021. El 3 de abril de 2021, Lifetime transmitió Robin Roberts Presents: Mahalia Jackson, una película biográfica sobre la legendaria cantante de góspel, el primer proyecto producido bajo una asociación entre Roberts y Lifetime.

## Obra

### Narrativa
- Roberts, Robin (2007). From the Heart: Seven Rules to Live By (primera edición). Nueva York: Hachette Books. ISBN 978-1401303334.
- Roberts, Robin (2008). From the Heart: Eight Rules to Live By. Nueva York: Hachette Books. ISBN 978-1401309589.
- Roberts, Robin (2014). Everybody's Got Something. Grand Central Publishing. ISBN 978-1455578450.
- Roberts, Robin (2014). Everybody's Got Something Audiobook. Hachette Audio. ISBN 978-1478979630.